# Ghisoni
Ghisoni is een gemeente in het Franse departement Haute-Corse (regio Corsica) en telt 267 inwoners (1999). De plaats maakt deel uit van het arrondissement Corte.

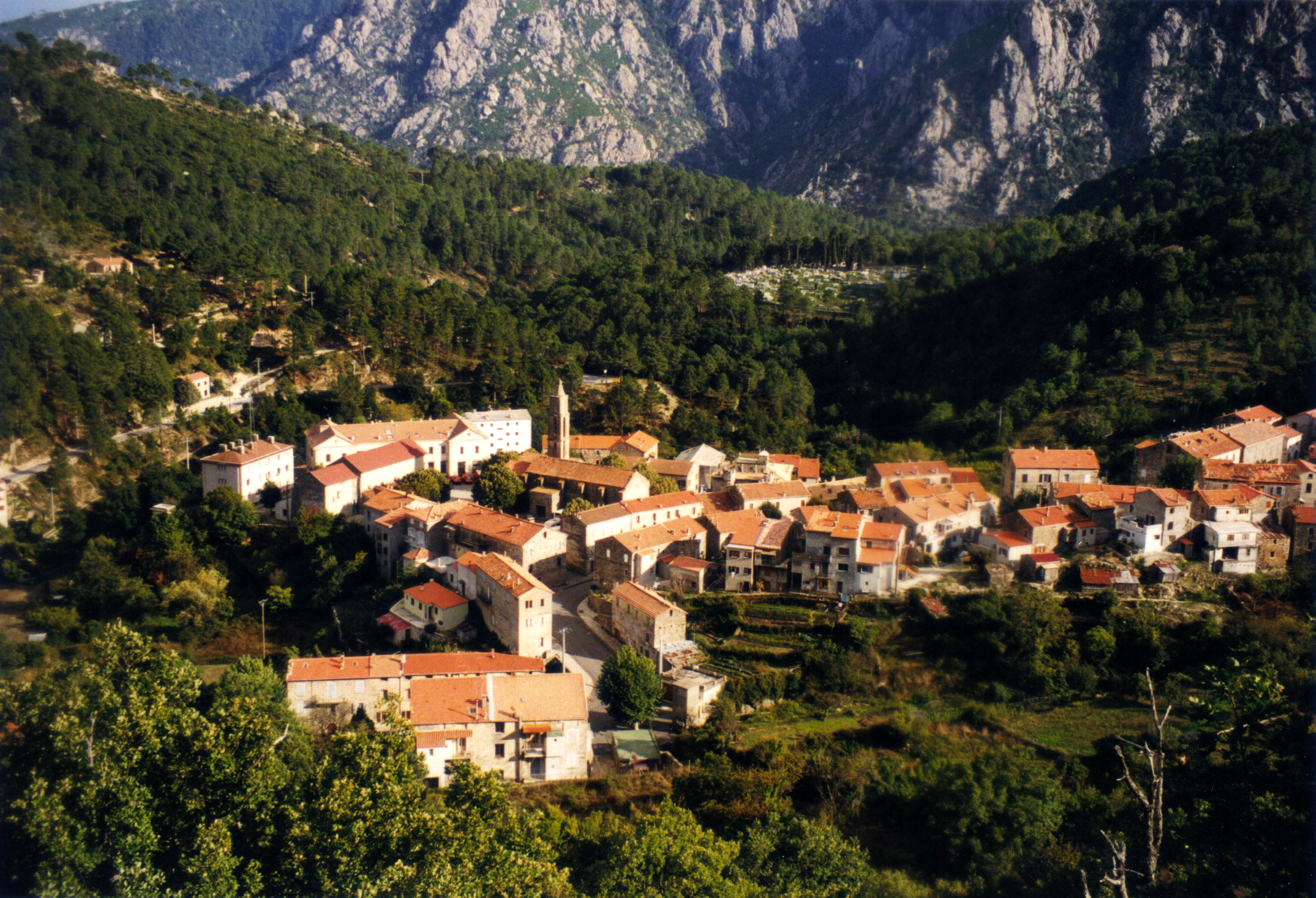
Ghisoni
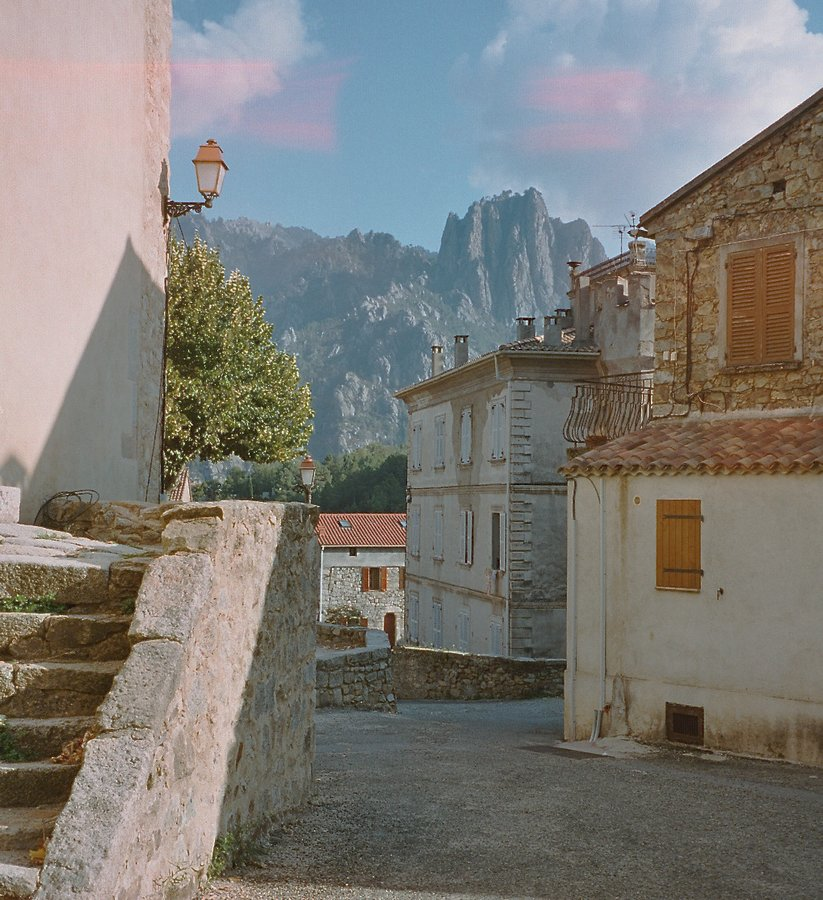
Ghisoni
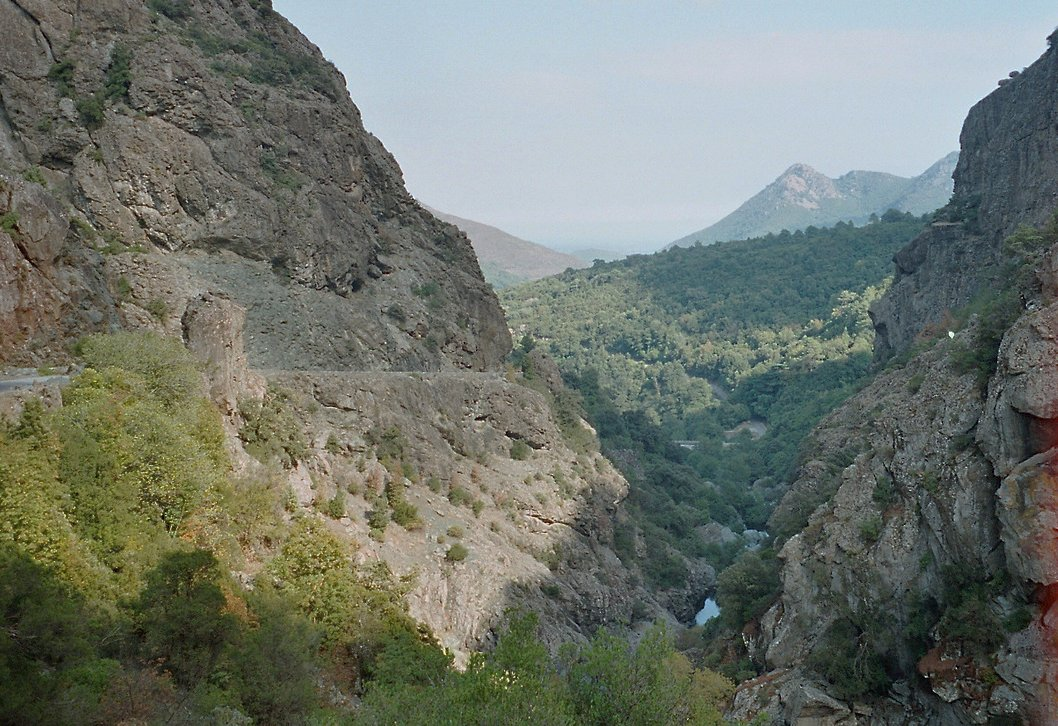
Omgeving

## Geografie

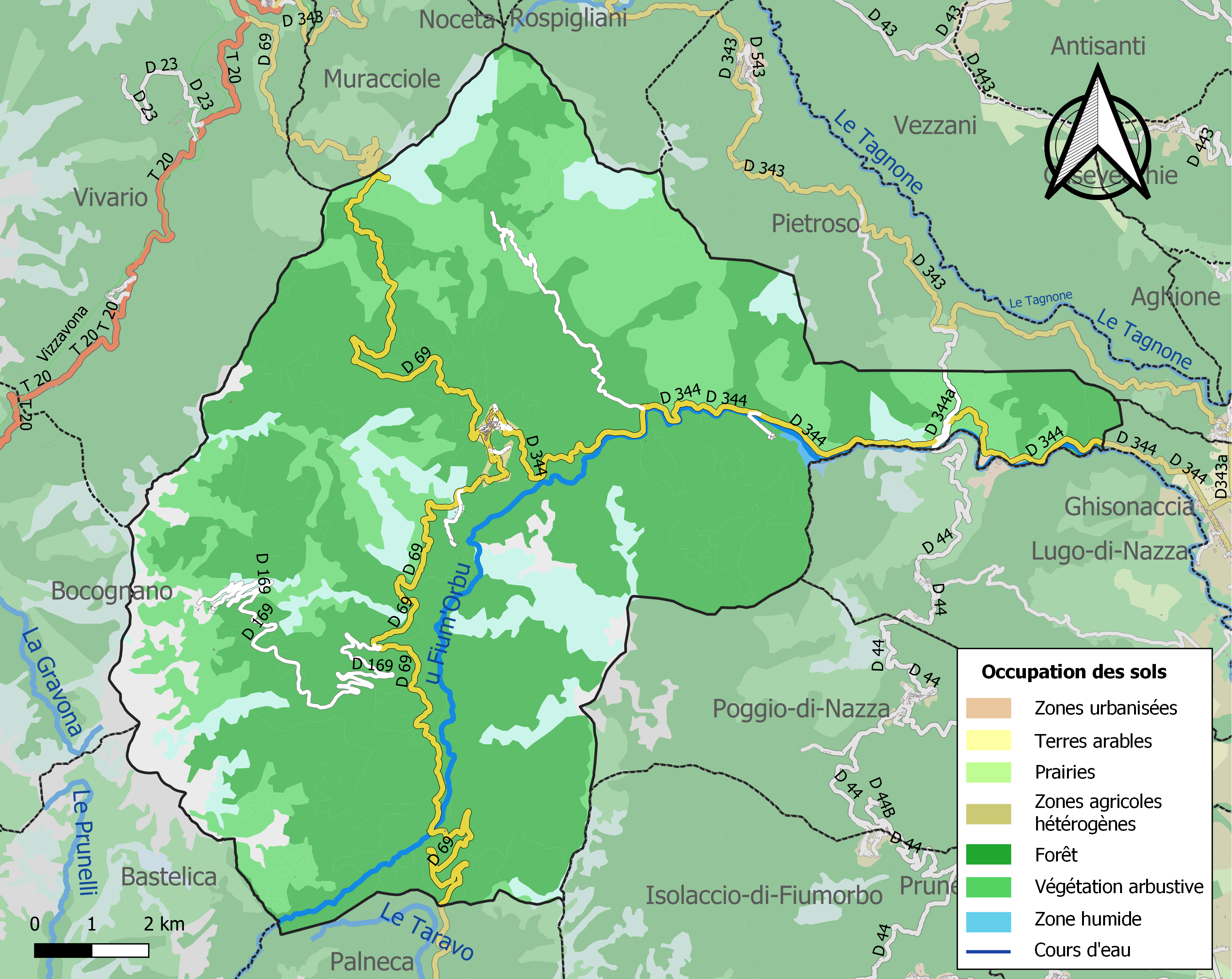
Kaart van de gemeente met de belangrijkste infrastructuur, bodemgebruik en omliggende gemeenten

Ghisoni ligt in de vallei van de rivier Fium'Orbu, aan de voet van de weg naar de Col de Verde, een van de vier grote Corsicaanse bergpassen die beide zijden van het eiland verbinden. Naar het noorden is er een verbinding met Corte over de relatief hoge Bocca di Sorba en het noordelijke deel van het eiland. Naar het oosten volgt een weg de vallei van de Fium'Orbu richting oostkust en het noordoosten van het eiland (Bastia).
Ghisoni ligt in het noordwesten van de streek Fiumorbo, waarvan het de hoofdplaats vormt. De Fiumorbo strekt zich uit ten noorden van het Alcudina-massief en ten oosten van het Renoso-massief.
De oppervlakte van Ghisoni bedraagt 111,7 km², de bevolkingsdichtheid is 2,4 inwoners per km².

## Demografie
Onderstaande figuur toont het verloop van het inwonertal (bron: INSEE-tellingen).

Vanwege een beveiligingsprobleem met de MediaWiki Graph-software is het momenteel niet mogelijk deze grafiek weer te geven. Zodra de software is bijgewerkt zal de grafiek vanzelf weer zichtbaar worden.
1. ↑  Populations de référence 2022.